# کهنه الوادی
کهنه آلودی (به ترکی آذربایجانی: Köhnə Alvadı) یک منطقهٔ مسکونی در جمهوری آذربایجان است که در شهرستان ماساللی واقع شده‌است. کهنه الوادی ۳٬۴۹۶ نفر جمعیت دارد.